# Furnariinae
Furnariinae es una subfamilia de aves paseriformes perteneciente a la familia Furnariidae que incluye a 53 géneros con alrededor de 248 especies nativas de la zona neotropical), donde se distribuyen desde México, a través de América Central y del Sur, hasta el archipiélago del Cabo de Hornos en el extremo sur de Chile, incluyendo las islas Malvinas y el archipiélago de Juan Fernández.

## Etimología
El nombre de la subfamilia deriva del género tipo: Furnarius Vieillot, 1816, que etimológicamente deriva del latín «furnarius»: panadero, o «furnus»: horno; en referencia al distintivo nido de las especies del género.

## Características
Esta subfamilia es un numeroso y muy diverso grupo de aves insectívoras que alcanzan su máxima diversidad en el sur de Sudamérica y en los Andes y que se encuentran en todos los tipos de hábitats posibles, desde las alturas andinas a las selvas amazónicas, desde las sabanas a las estepas patagónicas, desde los desiertos costeros del Pacífico a la pampa húmeda, para citar algunos ejemplos. Ninguna especie es especialmente colorida, predominando los colores pardos y rufos, varias especies son totalmente notorias, mientras muchas son bastante furtivas, a pesar de que las vocalizaciones son en general altas y distintivas. La identificacíon de muchas puede ser bastante difícil. La colocación y estructura de los nidos varía grandemente, los más notables son grandes construcciones de palitos y ramitas, mientras que algunos son enteramente fabricados en barro, en formato de horno, lo que da el nombre a la subfamilia.

## Taxonomía
El Comité de Clasificación de Sudamérica (SACC) propuso y aprobó dividir a la familia Furnariidae en tres subfamilias: Sclerurinae, basal a todos los furnáridos, Dendrocolaptinae (los trepatroncos) y la presente; posteriormente se reorganizó la secuencia linear de géneros de acuerdo con los amplios estudios filogenéticos de Derryberry et al. (2011). También se propone dividir la presente en cinco o seis clados o tribus: Xenopini (a quien algunos autores tratan como subfamilia o hasta como familia separada), Berlepschiini, Pygarrhichadini, Furnariini, Philydorini y Synallaxini, como adoptado por Aves del Mundo (HBW).
Otra alternativa, siguiendo al estudio de Ohlson et al. (2013), con base en diversos estudios genéticos anteriores, sería dividir a la familia Furnariidae en tres familias: Scleruridae,  Dendrocolaptidae, y la propia Furnariidae, con lo cual las cinco o seis tribus mencionadas tendrían el estatus de subfamilias.
El Comité Brasileño de Registros Ornitológicos (CBRO) adopta el concepto de división en tres familias, más Xenopidae, a partir de la Lista comentada de las aves de Brasil 2015, así como también la clasificación Avibase.

## Tribus y géneros
Siguiendo la secuencia filogenética adoptada por el SACC, la subfamilia agrupa los siguientes géneros:
- Tribu Xenopini Bonaparte, 1854
  - Xenops

- Tribu Berlepschiini Ohlson, Irestedt, Ericson & Fjeldså, 2013
  - Berlepschia

- Tribu Pygarrhichadini Wolters, 1977
  - Microxenops
  - Pygarrhichas
  - Ochetorhynchus

- Tribu Furnariini G.R. Gray, 1840
  - Pseudocolaptes
  - Premnornis
  - Tarphonomus
  - Furnarius
  - Lochmias
  - Phleocryptes
  - Limnornis
  - Geocerthia
  - Upucerthia
  - Cinclodes

- Tribu Philydorini P.L. Sclater & Salvin, 1873
  - Anabazenops
  - Neophilydor
  - Megaxenops
  - Cichlocolaptes
  - Heliobletus
  - Philydor
  - Anabacerthia
  - Syndactyla
  - Ancistrops
  - Dendroma
  - Clibanornis
  - Thripadectes
  - Automolus

- Tribu Synallaxini Sélys Longchamps, 1839
  - Premnoplex
  - Margarornis
  - Aphrastura
  - Sylviorthorhynchus
  - Leptasthenura
  - Phacellodomus
  - Hellmayrea
  - Anumbius
  - Coryphistera
  - Asthenes
  - Acrobatornis
  - Metopothrix
  - Xenerpestes
  - Siptornis
  - Roraimia
  - Thripophaga
  - Limnoctites
  - Cranioleuca
  - Pseudasthenes
  - Spartonoica
  - Pseudoseisura
  - Mazaria
  - Schoeniophylax
  - Certhiaxis
  - Synallaxis